# Березовка (Лукояновський район)
Березовка (рос. Березовка) — присілок в Лукояновському районі Нижньогородської області Російської Федерації.
Населення становить 20 осіб. Входить до складу муніципального утворення Лопатинська сільрада.

## Історія
Від 2009 року входить до складу муніципального утворення Лопатинська сільрада.

## Населення
| 2002 | 2010 |
| ---- | ---- |
| 38   | ↘20  |